# روزنامه ملتی
روزنامهٔ ملتی یک مجلهٔ فارسی‌زبان بود که میان سال‌های ۱۸۶۶ تا ۱۸۷۰ در تهران منتشر می‌شد. این نشریه ماهانه و در مجموع در ۳۳ شماره انتشار یافت. همراه با مجله‌های روزنامهٔ دولتی و روزنامهٔ علمی، روزنامهٔ ملتی زیر نظر علیقلی میرزا اعتضادالسلطنه منتشر می‌شد. در بخش بالایی هر صفحه، تصویر یک مسجد چاپ می‌شد که بیانگر ماهیت ملی مجله بود.
محتوای آن عمدتاً بر کتاب‌شناسی شاعران نامدار تمرکز داشت. یکی از اهداف اعلام‌شدهٔ این مجله، فاصله گرفتن از زبان نوشتاری نخبگان و گرایش به زبان گفتاری توده‌ها از طریق به‌کارگیری سبکی بود که ارتباط مستقیم با مردم را دنبال می‌کرد.